# Oklepni buldožer
Israel Defense Forces - IDF CAT D9— vzdevek Doobi (hebrejsko דובי) je oklepni buldožer, ki ga uporablja Izraelska vojska. Buldožerje je zgradilo podjetje Caterpillar, Izraelci so nanj dodali oklep in neprebojno steklo, tako da lahko deluje tudi med sovražnikovim ognjem. Caterpillar D9R ima 405-410 KM in vlečno silo 71,6 metričnih ton. 
D9 se uporablja za zemeljska dela, čiščenje minskih polj, kopanje obrambnih položajev in rušenje.